# Aqua Anio Novus
De Aqua Anio Novus was een aquaduct van het oude Rome.

## Geschiedenis
De bouw van de Anio Novus werd in 38 n.Chr. gestart in opdracht van keizer Caligula. In 52 was het aquaduct voltooid en werd op 1 augustus ingewijd door Claudius. Het aquaduct werd gevoed door de rivier Aniene, maar dit water zou te troebel blijken te zijn doordat er modder in de watergang kon komen ondanks het gebruik van bezinktanks. Onder Trajanus werd het beginpunt van de Anio Novus verlegd tot aan de kunstmatige meren bij Subiaco, die door Nero voor zijn villa daar waren aangelegd. Hierdoor verbeterde de kwaliteit van het water aanzienlijk.
In 272-269 v.Chr. was al een Aqua Anio gebouwd, die werd gevoed door de Aniene. Dit was echter een ander aquaduct en ter onderscheiding worden de toevoegingen Vetus (oud) en Novus gebruikt. De Aqua Claudia werd gelijk met de Anio Novus op dezelfde dag in 52 .Chr. ingewijd. De Anio Novus is een van de Romeinse aquaducten die door Sextus Julius Frontinus wordt beschreven in zijn De aquis urbis Romae uit de 1e eeuw.

## Het aquaduct
De Anio Novus was het aquaduct met het grootste hoogteverschil tussen de bron en het reservoir dat het eindpunt in Rome vormde. Vanaf de bron bij de Aniene liep het aquaduct eerst ondergronds en volgde later bovengronds het traject van de Aqua Claudia. De totale lengte na de aanpassingen onder Trajanus bedroeg 87 km. Men vond het niet nodig om eigen bogen voor de Anio Novus te bouwen en plaatste simpelweg een extra waterkanaal op de Aqua Claudia. De bogen van dit aquaduct waren echter niet berekend op het extra gewicht van de Anio Novus en het aquaduct moest daarom vaak gerepareerd en versterkt worden. Bij de bron kon 196.627 m³ water per dag in het aquaduct worden gelaten. Bij het eindreservoir in Rome was daar nog 168.000 m³ (85%) van over. Onderweg werd het water van de Anio Novus met dat van de Claudia gemengd.

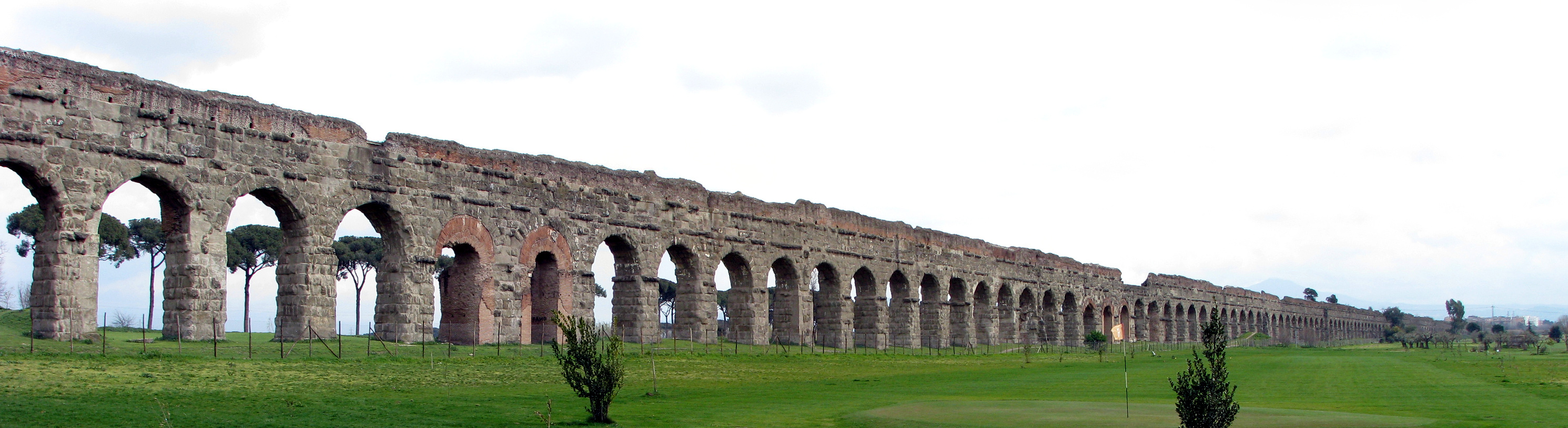
Bogen van de Aqua Claudia met bovenop het kanaal van de Anio Novus

## Restanten
Omdat de Anio Novus geen eigen bogen had, zijn er overal waar restanten van de Aqua Claudia bestaan ook delen van de Anio Novus zichtbaar. Het eindreservoir lag bij de Tempel van Minerva Medica en stond tot in de 19e eeuw nog overeind. In 1880 ging het bouwwerk echter bij een brand verloren.

## Bron
- J. Coulston & H.Dodge, Ancient Rome. The archaeology of the Eternal City, Oxford 2005. pp. 178. ISBN 0947816550
- Dit artikel of een eerdere versie ervan is een (gedeeltelijke) vertaling van het artikel Anio Novus op de Engelstalige Wikipedia, dat onder de licentie Creative Commons Naamsvermelding/Gelijk delen valt. Zie de bewerkingsgeschiedenis aldaar.